# Колумбійсько-японські відносини
Колумбійсько-японські відносини - двосторонні відносини між Колумбією та Японією. Дипломатичні відносини між країнами встановлені у 1908, які були припинені лише між 1942 та 1954 у зв'язку з Другою світовою війною. Відносини між країнами базуються в основному на комерційній торгівлі, заснованій на японських інтересах, культурному обміні, технологічній та благодійній японській допомозі Колумбії.

## Історія
Дипломатичні відносини між двома країнами встановлені договором про дружбу, торгівлю та навігації, укладеним у Вашингтоні (США) 25 травня 1908. Проте перше офіційне посольство Японії відкрито у Боготі (Колумбія) у 1934, а наступного року Колумбія відкрила своє посольство у Токіо.

## Торгові відносини
За даними посольства Колумбії в Японії, комерційні зв'язки між країнами продовжують динамічно розвиватися. У 1996 Японія була третьою країною за кількістю імпорту з Колумбії після США та Венесуели з обсягом US$722.5 мільйона (5.6 % від загального імпорту Колумбії). Обсяг імпорту Японії ж у Колумбію становив US$ 348.6 мільйонів (менше 1 % від японського імпорту).
Серед японських товарів, що експортуються до Колумбії, переважають автомобілі, автозапчастини, відео камери та пристроїв зв'язку. Колумбія ж переважно постачає в Японію каву, зерно і нікель, а також у невеликих кількостях смарагди, шкури екзотичних рептилій та шоколад, останнім часом до них додалися квіти та шкіряні вироби. Відносно низький рівень товарообігу між країнами зумовлений геостратегічними інтересами Японії в Латинській Америці, орієнтованими насамперед на ринки Бразилії, Мексики, Чилі, Перу та Аргентини. Для колумбійських виробників відправляти продукцію в Японію значно дорожче, ніж у найближчі країни з меншими економічними обмеженнями.